# Věznice v Ilavě
Věznice v Ilavě (Ústav na výkon trestu odňatia slobody a Ústav na výkon väzby Ilava) je slovenská věznice, kterou spravuje Sbor vězeňské a justiční stráže s kapacitou okolo 860 vězňů. Společně s věznicí Leopoldov patří k nejstarším věznicím na Slovensku.

## Historie

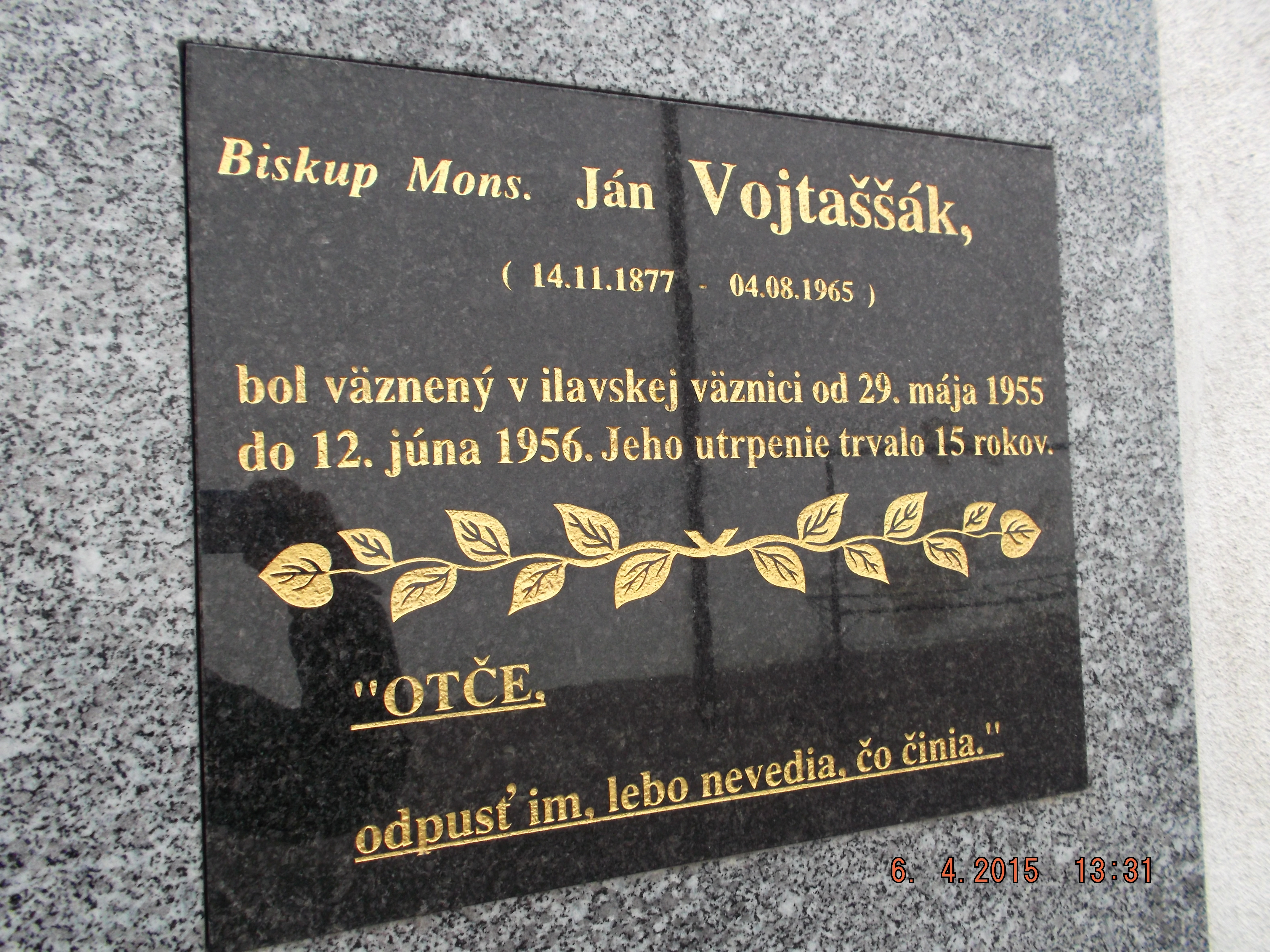

Věznice byla původně gotický hrad, který pravděpodobně založil řád templářů. Sloužil k ostraze brodu přes řeku Váh. V roce 1693 uherský král prodal hrad do soukromých rukou. Nový majitel přestavěl dolní část hradu a horní část přenechal ostřihomskému arcibiskupovi, který zde zřídil první klášter trinitářů na území Uherska. Trinitáři zde zřídili i nemocnici. Stát odkoupil hrad v roce 1855 a o rok později jej přebudoval na věznici pro vězně, kteří byli odsouzeni na více než 10 let odnětí svobody. Nová přístavba pro potřeby samovazby byla postavena v roce 1896. Kapacita věznice tak stoupla až na 1 000 vězňů. Dne 2.11.1918 došlo v této trestnici k ozbrojené vzpouře vězňů, kteří si přitom vynutili přistavení zvláštního vlaku.
Po roce 1939 sem Slovenský stát přemístil z Košic Komenského ústav, později přejmenovaný na Státní výchovný ústav. Ten sloužil jako nápravněvýchovné zařízení pro dospívající mládež. Současně zde byl koncentrační zajišťovací tábor pro odpůrce režimu a pro rasově pronásledované. Byl to největší tábor pro politické vězně na Slovensku. V letech 1938–1950 byl v Ilavě pracovní tábor a ženská věznice.
V 50. letech 20. století zde byli umístěni političtí vězni. Dne 26. listopadu 1950 z věznice uprchl odbojář a reprezentant v běhu na lyžích Cyril Musil. V noci 28. května 1951 z věznice uprchlo 12 politických vězňů. Čtyřem z nich se podařilo překročit státní hranice a odejít na Západ. Ostatní byli postaveni před soud v Bratislavě a znovu uvězněni.
Do roku 1977 byla ve věznici vězeňská nemocnice a do roku 1986 zde pak bylo oddělení pro výkon trestu přestárlých, dlouhodobě nemocných a invalidních vězňů.